# 沙纳 (法国)
沙纳（法語：Chanas，法語發音：[ʃana]），法国东南部城市，奥弗涅-罗讷-阿尔卑斯大区伊泽尔省的一个市镇，隶属于维埃纳区，其市镇面积为11.69平方公里，2022年1月1日时人口数量为2,714人，在法国城市中排名第4,100位。
沙纳位于伊泽尔省西部，多隆河畔，南侧与德龙省接壤，是一个区域性的公路枢纽，A7高速公路和多条干线公路在沙纳境内交汇。

## 地名来源

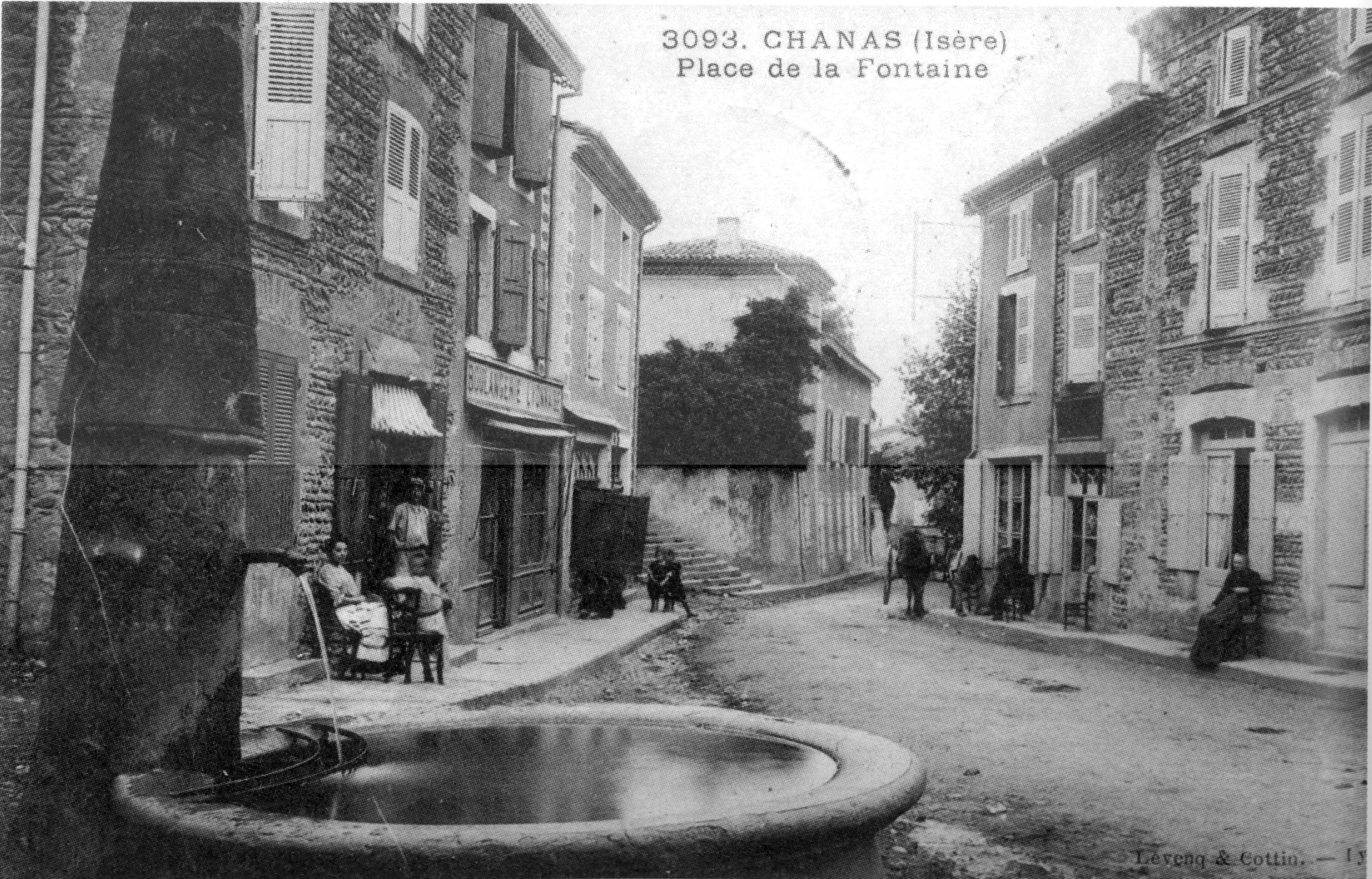
20世纪初的沙纳镇中心

根据当地官方网站的论述，“Chanas”一名来源于拉丁语casnus，意为“橡树”。

## 历史
沙纳的早期历史尚不清楚。根据当地官方网站的论述，沙纳早在古罗马时期就已成为一条道路上的驿站。公元852年，沙纳首次在洛泰尔的一份文件中被提及。中世纪中后期，沙纳长期为多菲内的一部分。法国大革命后，沙纳成为伊泽尔省的一个市镇。1844年，沙纳镇中心的圣洛朗教堂建成。1944年8月29日，纳粹德军在龙骑兵来临前杀害了沙纳地区的19名居民。途径沙纳的A7高速公路于1963年建成通车。

## 地理

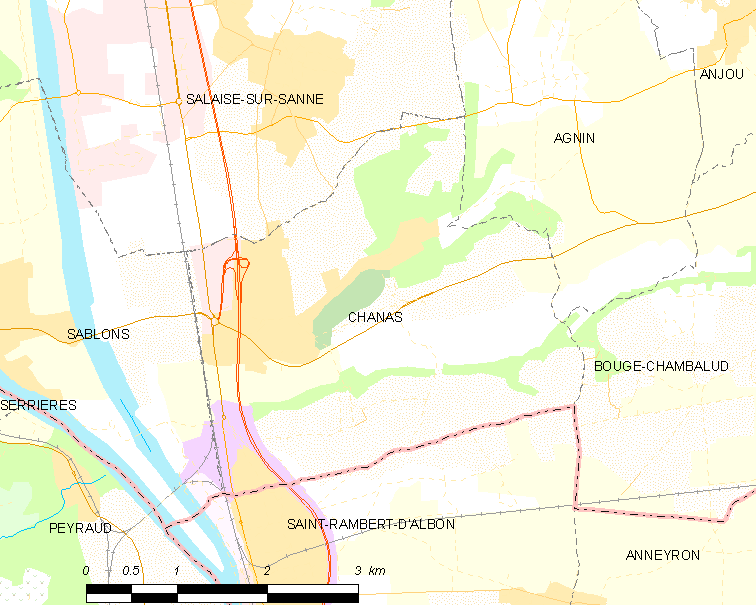
沙纳市镇范围地图

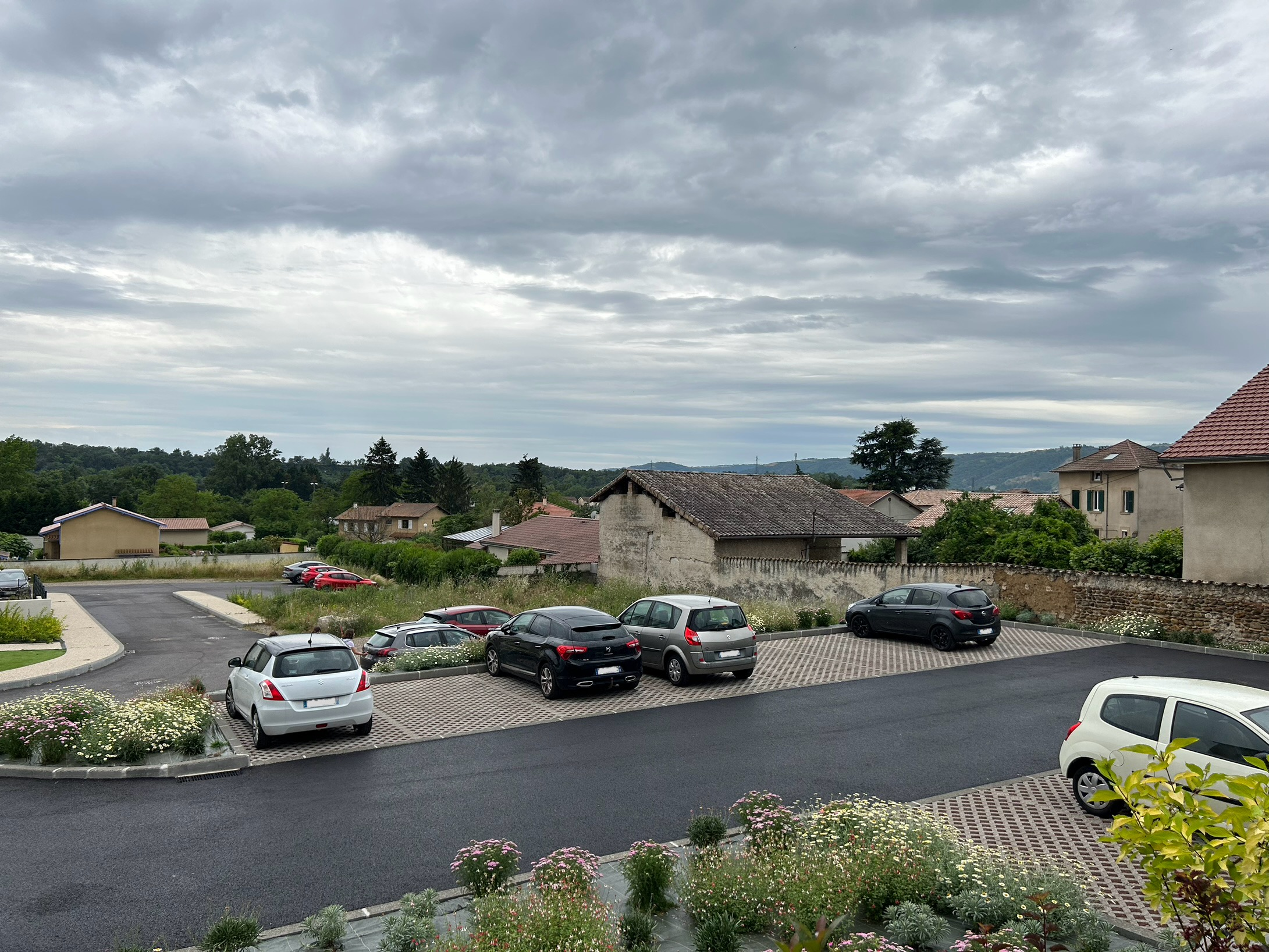
从沙纳镇中心眺望南侧

沙纳位于法国东南部，奥弗涅-罗讷-阿尔卑斯大区中南部和伊泽尔省西部，距离省会格勒诺布尔大约87公里。与沙纳接壤的市镇包括：阿年、萨讷河畔萨莱斯、萨布隆、圣朗贝尔达尔邦和布热尚巴吕。

### 地形
沙纳位于罗纳河谷上游左岸的一处高地之上，北侧为维埃努瓦地区，境内以平原为主，市镇中心地势较为平坦，东侧略有起伏，全境海拔在142到223米之间。

### 水文
沙纳位于罗讷河流域范围内，多隆河之东向西流经镇中心南侧，其右岸支流Le Lambroz则自东北向西南穿越镇中心。

### 植被
沙纳属于温带阔叶混交林区，林地主要分布于河流附近，市区东北部的Les Guyots街区北侧有一处林地。
在鲜花城市的评比中，沙纳暂未被评级。

### 气候
沙纳在柯本气候分类法中属于带有大陆性特征的温带海洋性气候（Cfb）。

## 行政区划
沙纳的市镇编号为38072，邮政编号为38150。
在行政管理方面，沙纳隶属于法国奥弗涅-罗讷-阿尔卑斯大区伊泽尔省维埃纳区；在地方选举方面，沙纳隶属于鲁西永县，其市镇范围全境被划入伊泽尔省第七选区；在社会管理方面，沙纳是比耶夫尔-罗讷之间市镇公共社区的组成部分。
截至2024年2月，沙纳市镇范围内暂无任何城市敏感街区及城市政策优先街区。
法国国家统计与经济研究所（简称）在进行数据统计时，未将沙纳划入任何城市核心区（Unité urbaine）及城市区（Aire urbaine）。自2020年起，沙纳被划入包含27个市镇的鲁西永城市辐射区。此外，还将沙纳市镇整体看作一个“块区”（IRIS），以便于统计人口分布情况。

## 交通

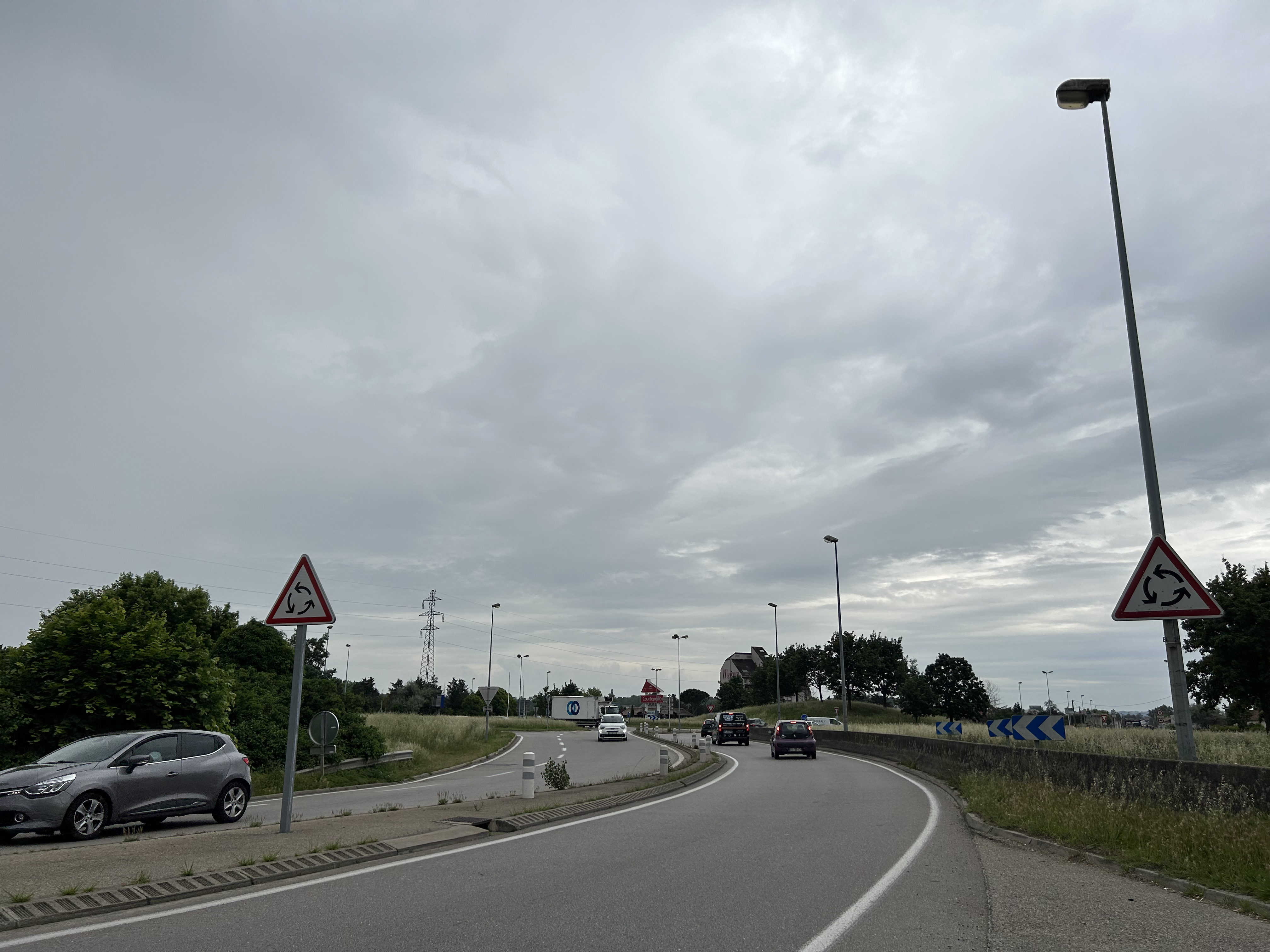
沙纳境内的国道N7线

### 公路
法国国道N7线和A7高速公路在沙纳市区西部交汇，另有伊泽尔省省道D51线、D519线、D519B线和D1082线在沙纳境内交汇。奥弗涅-罗讷-阿尔卑斯城际巴士（商业名称为）下属的E04线停靠沙纳，可直通阿诺奈。
2020年，84.5%的沙纳家庭拥有至少一辆私人汽车。2021年，沙纳境内共发生各类交通事故1起，造成1人重伤。
| 12 | 1 |

| 9 | 56 |

| 格勒诺布尔 | 90 |

| 博勒派尔 | 21 |

| 维埃纳 | 27 |

| 坦莱尔米塔日 | 31 |

| 阿诺奈 | 20 |

| 塞里耶尔 | 5 |

### 铁路
沙纳位于巴黎－马赛铁路东侧，该铁路未在沙纳境内设站。
距离沙纳最近的运营中的客运铁路车站为3.5公里外的圣朗贝尔达尔邦站，该停靠往返于里昂和瓦朗斯一线的区域列车，部分车次可直通阿维尼翁及马赛。

### 航空
沙纳距离里昂圣埃克絮佩里机场的公路里程大约70公里。

### 城市公共交通
截至2024年2月，沙纳暂无城市公共交通系统。

## 政治

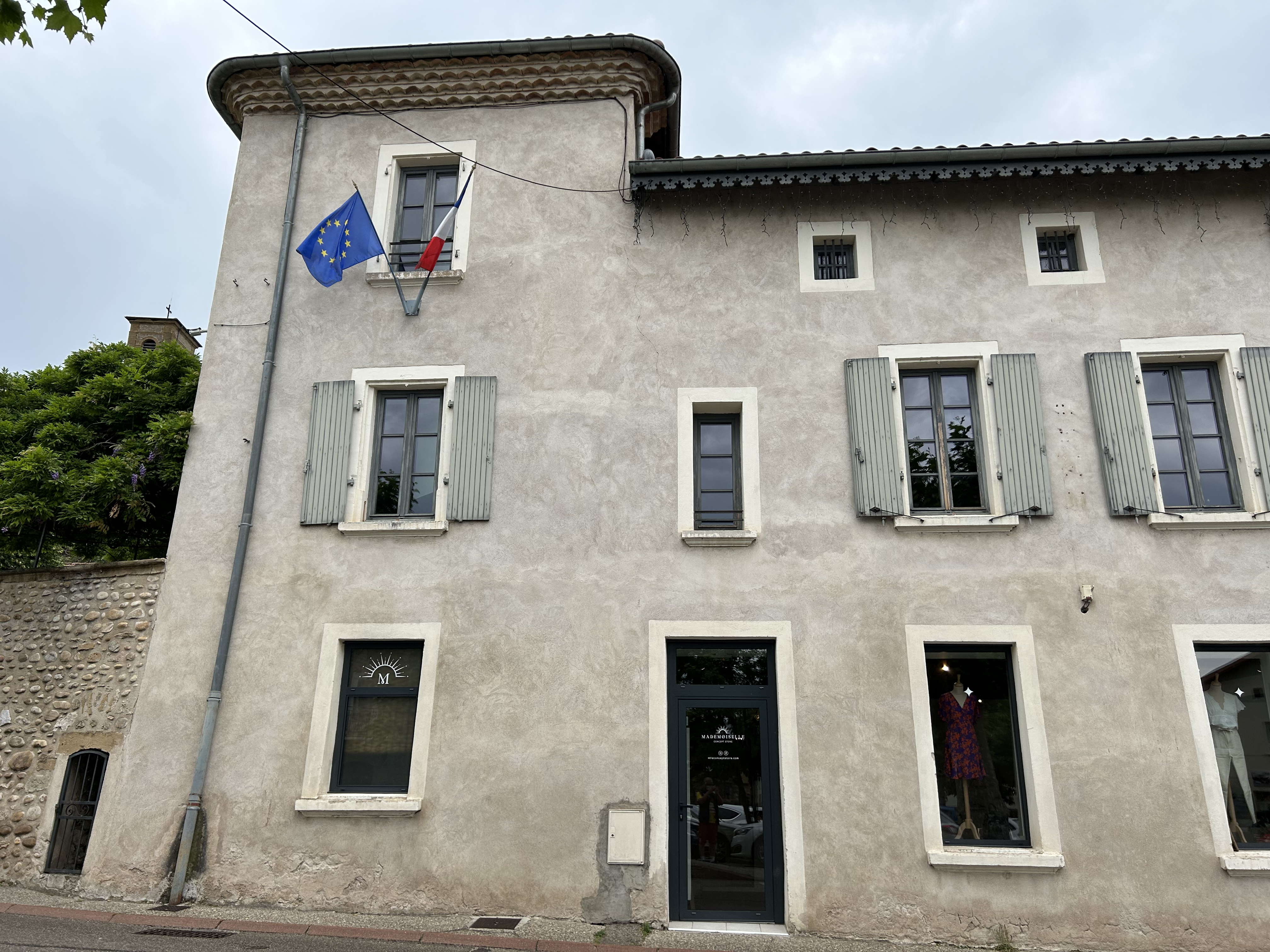
沙纳市政厅

沙纳的现任市长为让-夏尔·马拉特赖先生（Jean-Charles MALATRAIT），他是一名无党派人士，在2020年的市政选举中获得了52.02%的支持率。
在2022年的法国总统大选的第二轮选举中，法国极右翼政党国民阵线主席玛丽娜·勒庞在沙纳获得了57.13%的支持率。

## 人口
2020年，沙纳市镇人口数量为2,699，在法国排名第4,100位。其中男性1,369人，女性1,330人，75岁及以上人口占7.0%，外籍人口数量为292人，人口密度为232人/平方公里，当地居民被称为（男性）或（女性）。2022年，沙纳境内出生33人，死亡人口22人。
| 沙纳1901年－2021年人口变化情况 |
|                                |
| 数据来源：Cassini、INSEE       |

## 经济
截至2024年2月，沙纳市镇范围内共有各类用人单位（包含自雇）524家，平均历史为16年，其中96.34%为中小型企业（PME），2023年12月至2024年2月间，当地的经济活力指数为0.76%。（汽车销售）、（零售）及（信息技术）是当地2021年营业额最高的三个企业，分别为35,480,716欧元、23,533,803欧元和13,021,569欧元。

## 财政与居民收入
2021年，沙纳的财政收入总额为2,780,380欧元，财政支出总额为2,308,720欧元，当年的债务总额为5,400欧元。2021年，沙纳市镇通过增值税获得64,330欧元的收入，此外当地还共获得了510欧元的国家直接财政补助。
| 沙纳居民收入情况                                 | 沙纳居民收入情况 | 沙纳居民收入情况      | 沙纳居民收入情况 |
| 内容                                             | 沙纳             | 法国                  | 统计年份         |
| ------------------------------------------------ | ---------------- | --------------------- | ---------------- |
| 征税家庭总数                                     | 998              | 1,081（法国市镇平均） | 2022年           |
| 居民平均月收入                                   | 2,359欧元        | 2,435欧元             | 2022年           |
| 高级职员人均月收入                               | 3,394欧元        | 4,331欧元             | 2021年           |
| 中级职员人均月收入                               | 2,759欧元        | 2,470欧元             | 2021年           |
| 普通职员人均月收入                               | 1,792欧元        | 1,801欧元             | 2021年           |
| 贫困率                                           | 不详             | 14.5%                 | 2020年           |
| 青壮年（15至64岁）失业率                         | 10.4%            | 7.4%                  | 2020年           |
| 征税家庭数量占比                                 | 46.5%            | 45.5%                 | 2020年           |
| 家庭年均纳税                                     | 2,406欧元        | 4,393欧元             | 2022年           |
| 资料来源：INSEE、L'Internaute、Le Journal du Net |                  |                       |                  |

## 社会事务

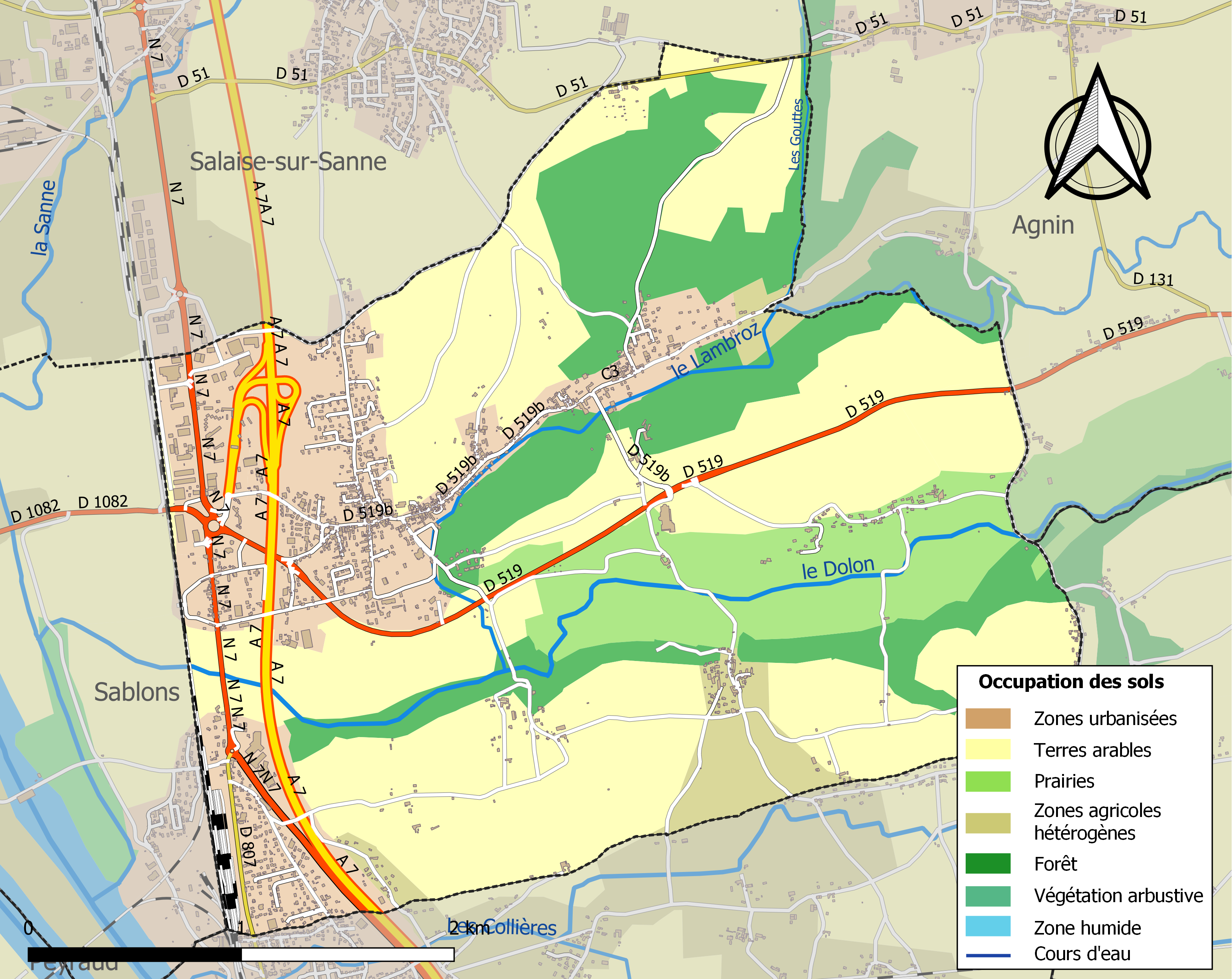
沙纳土地利用情况地图

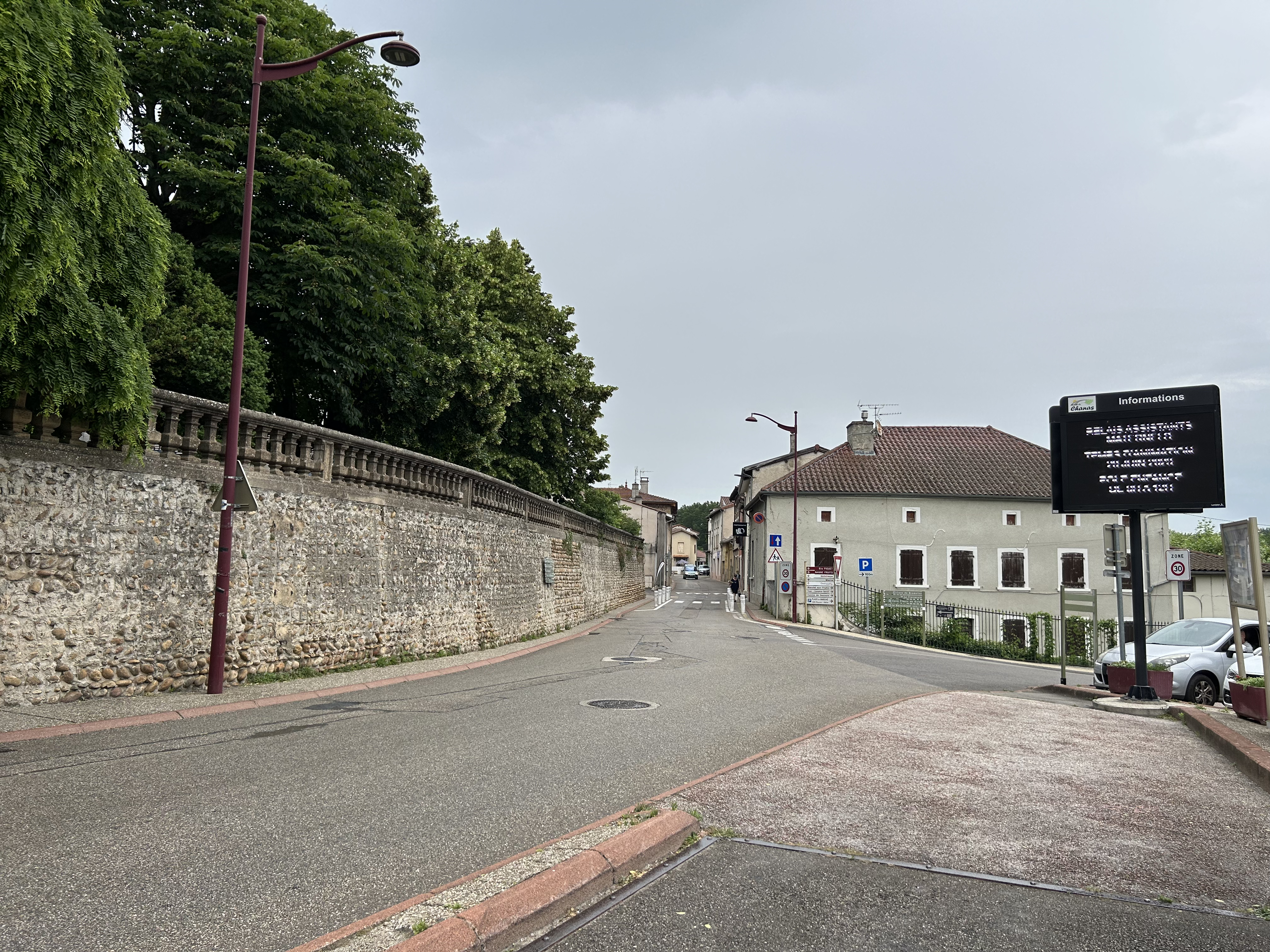
沙纳镇中心的加斯东·贝勒街

### 教育
沙纳属于格勒诺布尔学区。截至2021年1月1日，沙纳境内共有1所幼儿园、2所小学、1所初级中学（私立）和1所职业高中（私立）。2021至2022学年度，沙纳境内共有在校中等教育阶段学生数量不详。

### 医疗
截至2022年1月1日，沙纳境内共有牙医1名、护士6名、药房1家。
距离沙纳最近的区域性医疗机构为北德龙省中心医院，其下属的圣瓦利耶病区（site de Saint Vallier）位于圣瓦利耶，距离沙纳市区的正常车程大约22分钟，该院设有床位102个。

### 住房
2020年，沙纳境内共有各类住房1,201套，其中81.7%为独立式住宅，17.4%为集中式住宅。常住房屋占沙纳市镇范围内居民建筑总量的88.4%。
在住房保障政策方面，2022年，沙纳境内共有74户家庭获得了住房经济补助，受益人数占总人口数量的3.4%，其中63份为房租补助。

### 商业
2021年，沙纳境内共有各类实体商铺87家，其中餐厅9家、大型超市3家、面包房1家、肉铺1家、书店1家、美容美发店3家、汽车维修店9家。沙纳镇中心建有一家Proxi便民超市，市区西北部的N7国道附近建有Intermarché大型超市。

### 体育
2021年，沙纳境内共有2处网球场以及1处足球或橄榄球场。
截至2024年1月，沙纳境内暂无任何注册足球俱乐部。沙纳-萨布隆-塞里耶尔体育会（Union sportive Chanas Sablons Serrières，编号504422）成立于2020年，由三个俱乐部合并而成，其主队2023至2024赛季参加德龙-阿尔代什足球联赛乙组（法国第十级别），其注册地位于塞里耶尔，其主场则为沙纳境内艾梅·贝克球场（Stade Aimé Bec）。

### 环境
沙纳的环境事务由其所属的比耶夫尔-罗讷之间市镇公共社区联合各级政府协调负责。2021年，沙纳境内暂无污染企业。

### 治安
沙纳及其附近的共87个市镇是维埃纳国家宪兵队（zone gendarmerie de Vienne）的管辖范围。2020年，该宪兵队累计记录各类案件6,399起，其中盗窃类案件3,456起，经济类案件869起，毒品交易类案件265起。

## 文化
2021年，沙纳境内暂无任何文化设施。沙纳境内建有多媒体中心（Médiathèque），每周一、三向公众开放。

### 建筑
沙纳境内有多处历史建筑，其中镇中心的圣洛朗教堂（Église Saint-Laurent de Chanas）为是当地的地标性建筑物。

### 旅游
沙纳的旅游事务由其所属的比耶夫尔-罗讷之间市镇公共社区联合各级政府协调负责。2023年，沙纳境内共有3家酒店共计153间房间。

### 媒体
法国主要的媒体均可在沙纳接收，法国电视三台下属的奥弗涅-罗讷-阿尔卑斯大区频道在部分时段播出沙纳所在伊泽尔省的地方新闻。蓝色法兰西伊泽尔广播、Scoop广播、《里昂进步报》、《多菲内自由报》等是当地主要的地方性媒体。

## 友好城市
截至2024年1月，沙纳暂未建立任何友好城市关系。